# ГЕС Горж
ГЕС Горж — гідроелектростанція у штаті Вашингтон (Сполучені Штати Америки). Знаходячись після ГЕС Діабло, становить нижній ступінь каскаду на річці Скагіт, яка дренує західний схил Каскадних гір та впадає до затоки П'юджет-Саунд (пов'язана з Тихим океаном через протоку Хуан-де-Фука).
У 1920-х роках річку перекрили малою – висота біля 3 метрів – водозабірною греблею, яку в 1961-му замінили бетонною арковою спорудою висотою 91 метр та довжиною 204 метри. Вона утримує водосховище з площею поверхні 1 км2 та об’ємом 10,1 млн м3.
В 1924-1929 роках станцію обладнали трьома турбінами типу Френсіс, дві з яких мали потужність по 24 МВт, а ще одна – 26,4 МВт. У 1951-му до них додали четверту турбіну того ж типу потужністю 60 МВт. Наразі загальний показник модернізованої станції становить 207 МВт. Ресурс до машинного залу подається через прокладений під лівобережним масивом тунель довжиною 3,2 км з діаметром 6,2 метра, що дозволяє створити напір у 108 метрів.